# مزعل (رامهرمز)
مزعل یک منطقهٔ مسکونی در ایران است که در دهستان حومه شرقی واقع شده‌است. براساس سرشماری مرکز آمار ایران در سال ۱۳۹۵، مزعل ۴۵ نفر جمعیت دارد.